# Johan Elof Boodin
John Elof Boodin, född den 14 september 1869 i byn Barset i Pjätteryds socken, Kronobergs  län, död  den 14 november 1950 i Los Angeles, USA,  var en svenskamerikansk filosof.
Boodin utvandrade till USA 1887, var några år smedslärling och farmare och blev 1899 filosofie doktor vid Harvard University. Han var därefter professor vid Grinell college  i Iowa 1900-1904, University of Kansas Lawrence, 1904-1913, och sist vid University of California i Los Angeles 1928–1939, då han blev emeritus. Boodins filosofi tog starkt intryck av William James och Josiah Royce och sökte med argument, som påminner om Pontus Wikners hävda existensen av en icke-seriell tid. Med åren utvecklade Boodin en allt starkare idealistiskt färgad metafysik och kosmologi, utmynnande i en religionsfilosofi. Bland Boodins huvudarbeten märks A realistic universe (1916, reviderad utgåva 1931), Cosmic evolution (1925), Three interpretations of the universe (1934), God (1934), The social mind (1939) och Religion of tomorrow (1943). En självbiografi publicerades i Contemporary American philosophy (1930).

## Andra källor
Utförig artikel om John Elof Boodin på engelskspråkiga Wikipedia.
]